# Heinrich Gutberleth
Heinrich Gutberleth ou Hendrik Gutberleth, né en 1572 à Hersfeld et mort le 24 mars 1635 à Deventer, est un pédagogue allemand.

## Biographie
Après des études au gymnasium de Hersfeld, il étudie à l'université de Marbourg jusqu'au magistère en 1594.
Lors de son premier mariage en 1597, il épouse Margarethe, fille de Heinrich Heckmann, un collecteur d'impôts (Rentamter)  de Dillenburg ; ils ont 6 enfants. Son épouse meurt en 1617 de la peste ; il se remarie en 1618 avec Katharina, fille du sénateur de Hamm, Laurentius Custor.
De 1597 à 1601, Gutberleth est à la tête de l'école de la cour du comte Jean de Nassau à Dillenburg. À partir de Pâques 1601, il est professeur au Pädagogium (de) d'Herborn, où il enseigne la logique, la physique, l'histoire ; il y est nommé professeur de philosophie à partir de 1606. Il y a comme étudiant Comenius qui soutient en 1612 sa thèse Problemata miscellanea sous sa direction. À Herborn, il participe à des disputationes, notamment avec Caspar Sibel (de) (1607) et Justus Reiffenberger (1611). En 1612, il dirige le rectorat du lycée. À partir de 1617, il est recteur de la pédagogie académique à Hamm en Westphalie ; en 1619, il devient recteur de l'école latine de Deventer aux Pays-Bas ; à la suite d'une revalorisation académique, il est promu professeur de philosophie en 1629.

## Ouvrages
- Theses philosophicae de hominis intellectu et voluntate, Herborn, Christoph Corvinus, 1608 (lire en ligne).
- Vindicatio aliquot disputationum nonnullis schediasmatibus M. Caspari Finckii,... oppositarum, Herborn, 1610, XII-350 p. (lire en ligne).
- Pathologia, hoc est Doctrina de humanis affectibus, physice et ethice tractata, Herborn, 1615, VIII-80 p.
- Son ouvrage Chronologia, ante obitum auctoris absoluta, et nunc primum edita (lire en ligne), publié à titre posthume en 1639 à Amsterdam, est mis à l'Index librorum prohibitorum en 1647[2].